# Рабинович, Дора Моисеевна
Дора Моисеевна Рабинович (1910 — ?) — советский инженер-металлург, лауреат Государственной премии СССР (1967).

## Биография
Родилась 8 октября 1910 года в г. Липовец Киевской губернии в семье счетовода-самоучки и домохозяйки.
Окончила Донецкий индустриальный институт (1937) по специальности инженер-металлург.
С 1930 г. работала в инженерно-исследовательской лаборатории Макеевского металлургического завода.
В 1941 г. после начала войны эвакуирована на Урал. С тех пор работала на Ново-Тагильском металлургическом заводе (НТМК): начальник термической, прокатной, рельсовой, транспортной лабораторий ЦЗЛ.
Участвовала в разработке технологии термообработки железнодорожных рельсов и колёс; освоении новых видов проката.
Кандидат технических наук (1966), автор печатных работ, получила 7 авторских свидетельств на изобретения.
Лауреат Государственной премии СССР (1967, в составе коллектива) — за разработку технологии, создание оборудования и внедрение в производство термической обработки ж/д рельсов. Награждена медалями.
Дата смерти пока не установлена.